# Gertie Honeck
Gertie Honeck (* 1945 in Thedinghausen; eigentlich Gerda-Emma-Elise Honeck) ist eine deutsche Schauspielerin und Synchronsprecherin.

## Werdegang
Honeck wurde in Thedinghausen bei Bremen geboren. Sie schloss zuerst eine kaufmännische Ausbildung ab und begann dann eine Schauspielausbildung.

## Theater
Nach Abschluss der Schauspielausbildung (1969 bis 1972) hatte sie ihr erstes Engagement in der Tribüne in Berlin in Opfer der Pflicht (Stück und Regie: Eugène Ionesco). Bis 1988 spielte sie in 30 Inszenierungen an verschiedenen deutschen Theatern u. a. Renaissance-Theater in Berlin, Ernst-Deutsch-Theater und Thalia Theater in Hamburg und machte einige Tourneen. Dann wurde Rom für mehrere Jahre ihre zweite Heimat. Ab 2000 folgten wieder Theater-Gastspiele in Düsseldorf, Bonn, Berlin, Essen und eine Tournee.

## Synchronisationen
Bei einem Gastspiel Wenn der junge Wein blüht von Bjørnstjerne Bjørnson (Regie: Boleslaw Barlog) im Kleinen Theater im Zoo in Frankfurt am Main synchronisierte sie 1976 Meredith Baxter Birney in Die Katzengöttin. Es war ihre erste Synchron-Hauptrolle.
Sie sprach die Figur der Captain Kathryn Janeway, gespielt von Kate Mulgrew, in der deutschen Fassung der amerikanischen Science-Fiction-Serie Star Trek: Raumschiff Voyager (1995–2001), dem Kinofilm Star Trek: Nemesis (2002) und der Nickelodeon-Serie Star Trek: Prodigy (2021–2024). Sie synchronisierte ebenfalls Patricia Clarkson (in Vicky Cristina Barcelona, Married Life, Lars und die Frauen, Station Agent, Dogville, Dem Himmel so fern und Ein Leben voller Leidenschaften), Judy Davis (in Barton Fink und Naked Lunch), Shohreh Aghdashloo (u. a. in 24) sowie Miranda Richardson, Allison Janney, Jane Alexander, Marie-Christine Barrault, Hanna Schygulla und andere.

## Lesungen
Honeck hielt Lesungen im Meistersaal, der „Neuen Gesellschaft für Literatur“, bei den „Q-ulturtagen“ im Q205 und eine Lesung zur Förderung Jugendlicher, jeweils in Berlin. Sie nahm an der Preisverleihung für Jugendliteratur in Limburg und Lit.Cologne 2006 teil.
In der Villa Massimo der Deutschen Akademie in Rom las sie 1993 gemeinsam mit dem Schriftsteller Frederik Hetmann aus seinen Werken. 2005 folgte eine gemeinsame Lesung an drei Abenden mit Texten aus seinem Roman Traumklänge oder das längste Märchen, das es je gab zu den Märchentagen in Reichelsheim. Nach seinem Tod hielt sie zum 1. Todestag am 31. Mai 2007 eine Gedenklesung in Limburg.

## Filmografie (Auswahl)

### Schauspielerin
- 1974: Unter Ausschluß der Öffentlichkeit (eine Folge)
- 1975: Kommissariat 9 (eine Folge)
- 1979: Direktmandat
- 1980: Kreuzberger Liebesnächte
- 1981: Denkste – Die Mauerbande
- 1982: Heimat, die ich meine
- 1982: Ein Fall für zwei – Partner
- 1984: Freund mit Rolls Royce
- 1985: Schwarzer Lohn und weiße Weste
- 1986: Tatort: Die kleine Kanaille (TV-Reihe)
- 1986: Praxis Bülowbogen (3 Folgen)
- 1986: Ein Heim für Tiere (3 Folgen)
- 1988: Justitias kleine Fische (2 Folgen)
- 1988: Liebling Kreuzberg (eine Folge)
- 1988: Fabrik der Offiziere (eine Folge)
- 1989: Petticoat – Geschichten aus den Fünfzigern (4 Folgen)
- 1989: Geld macht nicht glücklich
- 1991: Zwei Schlitzohren in Antalya
- 1991: Unser Lehrer Doktor Specht (eine Folge)
- 1991: Der Landarzt (eine Folge)
- 1992: California Dreaming
- 1993: Auf eigene Gefahr (eine Folge)
- 1994: Verliebt, verlobt, verheiratet: Ausgerechnet Florenz (TV-Serie, Pilotfolge)
- 1994: Tödliche Besessenheit – Das Geheimnis der Martha E.
- 1995: Jugendanwalt Wolkenstein (eine Folge)
- 1995: Kurklinik Rosenau (eine Folge)
- 1995: Rosamunde Pilcher – Schneesturm im Frühling
- 1996: Weißblaue Geschichten (eine Folge)
- 1996: Der Mond scheint auch für Untermieter (eine Folge)
- 1996: OP ruft Dr. Bruckner (eine Folge)
- 1996: Park Hotel Stern (eine Folge)
- 1997: Polizeiruf 110: Gänseblümchen
- 1997: Chainsmoker
- 1998: Der Mann für alle Fälle (eine Folge)
- 1998: St. Angela (2 Folgen)
- 1998: Unser Charly (eine Folge)
- 1998: Operation Phönix (eine Folge)
- 1999: Scheidung auf Rädern
- 1999: Solange es Männer gibt
- 2000: Blondine sucht Millionär fürs Leben
- 2001: alphateam – Die Lebensretter im OP (eine Folge)
- 2001: Love Crash
- 2003: Der Seerosenteich (2-teiliger Film)
- 2004: Großstadtrevier (2 Folgen)
- 2006: Schmetterlinge im Bauch (13 Folgen)
- 2006: Schuld und Unschuld
- 2007: Notruf Hafenkante (5 Folgen)
- 2008: In aller Freundschaft (Fernsehserie,  Folge Schwindendes Misstrauen)
- 2013: SOKO Wismar (eine Folge)
- 2014: Der Kuckuck und der Esel
- 2017: Tatort – Gott ist auch nur ein Mensch
- 2017: Der Prag-Krimi – Wasserleiche
- 2018: Der Prag-Krimi – Der kalte Tod
- 2018: In aller Freundschaft (eine Folge)
- 2019: SOKO Wismar (eine Folge)

### Synchronsprecherin
Patricia Clarkson
- 1988: Ein Leben voller Leidenschaft als Leslie Stone
- 2008: Vicky Cristina Barcelona als Judy Nash
- 2014: Maze Runner – Die Auserwählten im Labyrinth als Ava Paige
- 2015: Maze Runner – Die Auserwählten in der Brandwüste als Ava Paige
- 2018: Der Buchladen der Florence Green als Violet Gamart
- 2022: State of the Union (Fernsehserie) als Ellen

Kate Mulgrew
- 1995–2001: Star Trek Voyager (Fernsehserie) als Captain Kathryn Janeway
- 2002: Star Trek: Nemesis als Admiral Kathryn Janeway
- 2007: The Black Donnellys (Fernsehserie) als Helen Donnelly
- 2011–2012: Mercy (Fernsehserie) als Mrs. Jeannie Flanagan
- 2012: NTSF:SD:SUV:: (Fernsehserie) als Kove
- seit 2021: Star Trek: Prodigy (Fernsehserie) als Hologramm/Admiral Kathryn Janeway

Shohreh Aghdashloo
- 2005: 24 (Fernsehserie) als Dina Araz
- 2006: Das Haus am See als Anna Klyczynski

#### Filme
- 1976: Für Grynet Molvig in Plädoyer eines Irren 2 als Marias Freundin
- 1979: Für Barbara Rush in Fenster ohne Vorhang als Betty Kreitzer
- 1981: Für Wyn Cahoon in Die schreckliche Wahrheit als Mrs. Barnsley
- 1988: Für Alexandra Stewart in Nur über eine Leiche als Liz
- 1999: Für Allison Janney in Gnadenlos schön als Loretta
- 2011: Für Stephanie Faracy in Bad Teacher als Mrs. Pubich

#### Serien
- 1982–1995: Für Barbara Barrie in Barney Miller als Liz Miller
- 1991–1994: Raumschiff Enterprise – Das nächste Jahrhundert (Star Trek: The Next Generation, 3 Folgen, mehrere Sprechrollen)
- 1998: Für Piper Laurie in Diagnose: Mord als Susan Turner

## Hörspiele
- 2014: Jörg Buttgereit: Das Märchen vom unglaublichen Super-Kim aus Pjöngjang – Regie: Jörg Buttgereit (Hörspiel – WDR)
- 2019: „Captain Valentina Alexandrowa“ in EUROPA-Gruselserie, Folge 5 Dracula – Tod im All
- 2020: „Rosaly di Santo“ in Die drei ???, Folge 205 Die drei ??? - Das rätselhafte Erbe – Regie: Heikedine Körting (Hörspiel – Europa)